# 鬪茶 (電影)
《鬪茶》是一部台灣和日本共同合作的黑色喜劇電影，集合了台灣、香港和日本的演員及製作團隊，為台灣導演王也民的首部執導作品。

## 劇情簡介
相傳古代有種茶叫「黑金茶」，該茶有公母之分。「公黑金茶」具有振奮精神、提昇攻擊力之效，而「母黑金茶」則具有媚惑人心之能，製造方法分別由「公母黑金茶族」所擁有。宋時，日本人八木宗右衛門迷醉於「母黑金茶」，某日八木宗右衛門受不了公黑金茶族的挑釁而嘲弄公黑金茶非天下第一茶，導致兩族以當時時興的「鬥茶」來決定高下。公黑金茶族仗勢著公黑金茶的功效，屠殺母黑金茶族，並放火燒了茶田。一名孩童自火場逃出，將公母黑金茶混合飲下，竟幻化成龍升空而去，此時公黑金茶族才發現鑄下大錯，開始了族人漫長尋找母黑金茶的旅程。
時至今日，京都有個歇業已久的「八木茶行」，其主人八木圭即當時從中國逃回日本的八木宗右衛門的後代。數年前某日，因八木圭太過專注於研究「母黑金茶」的製作，被冷落的妻子獨自帶著女兒美希子出門，竟遭雷擊而死，從此之後八木圭不再碰茶，也不准美希子接觸茶道。他深信八木家族仍受「黑金茶」詛咒，懼怕女兒會因詛咒喪命。剛成為大學新鮮人的美希子對父親無所事事、放棄自我的態度非常不滿，她偶然間發現了記載黑金茶的古書，書中寫著將公母黑金茶合在一起喝下即可破解詛咒，還意外發現家中的矮樹居然就是母黑金茶樹。
一日，美希子背著父親參加茶會，卻因緊張過度，竟在調製抹茶時昏倒，八木圭得知消息立即趕到，並怒斥眾人與美希子。美希子受不了父親怯懦逃避的性格，想起網友曾告訴她「公黑金茶」在台灣的事，於是她隻身前往台灣找尋黑金茶，向父親證明這世上並沒有詛咒。八木圭發現美希子去台灣尋茶，為了救回女兒，也隨後前往台灣。
台灣某處有個「地下茶市」，所販賣的都是世上稀有且珍貴的茶，主持茶市的人是一名人稱楊哥的年輕人，而他正也是古代「公黑金茶族」的後裔。楊哥憑著「公黑金茶」攫獲龐大利益，同時也沒有忘記祖先的遺願：尋找母黑金茶。當阿炮告訴他「母黑金茶」在一個日本女網友（即美希子）的身上時，楊哥立刻要求把那名女網友騙來台灣，計畫奪走「母黑金茶」。
美希子來到台灣找阿炮，發現詭計而逃跑，在幾次逃跑的過程都巧遇楊哥，且都幫她化險為夷。一次次的相遇，美希子漸漸被楊哥俊秀的外表以及和善的行為所吸引，也對他產生信賴感，但渾然不知楊哥的接近，其實後面躲藏著險惡的詭計……
八木圭隻身前往台灣尋找女兒，認識了茶葉代理商如花，如花狀似熱心地帶著八木圭四處尋找美希子的下落，實際上卻暗地裡探詢「母黑金茶」。被如花迷惑的八木圭，完全不知眼前的如花竟是「母黑金茶族」的遺族，更不可能知道如花正策劃著一個不可告人的計畫。
為了解開自身家庭的親情困頓和流傳多年的家族怨懟，八木圭、美希子、楊哥、如花，這四個因「黑金茶」而相遇的人，彼此捲入一個大漩渦而不自知。

## 演員
- 香川照之 飾演 八木圭

日本京都「八木茶行」的主人，「母黑金茶」的日本傳人，八木美希子的父親。
- 戶田惠梨香 飾演 八木美希子
- 周渝民 飾演 楊哥

台灣「公黑金茶族」的後裔
- 張鈞甯 飾演 如花

台灣「母黑金茶族」的後裔
- 曾志偉 飾演 陸羽

（特別客串）
- 金士傑 飾演 老老爺

（特別客串）
- 黃健瑋 飾演 阿炮
- 王鏡冠 飾演 阿火
- 細田善彥 飾演 村野月彥

## 主題曲
-  - SUPER BUTTER DOG

## 外部連結
- 鬪茶的新浪博客
- Yahoo奇摩電影上《鬪茶》的資料（繁體中文）
- MSN娛樂上《鬪茶》的資料（繁體中文）

- 開眼電影網上《鬪茶》的資料（繁體中文）
- 豆瓣电影上《鬪茶》的資料 （简体中文）
- 时光网上《鬪茶》的資料（简体中文）
- AllMovie上《鬪茶》的资料（英文）
- 香港影庫上《鬪茶》的資料（繁體中文）
- 互联网电影数据库（IMDb）上《鬪茶》的资料（英文）